# 시스터 슬레지
시스터 슬레지(Sister Sledge)는 펜실베이니아주 필라델피아 출신의 미국 뮤지컬 보컬 그룹이다. 1971년에 결성된 이 그룹은 조니, 킴, 데비, 캐시 슬레지 네 자매로 구성되어 있다.  이 형제자매는 디스코 시대가 한창이던 1979년에 국제적인 성공을 거두었다. 1979년, 그들은 획기적인 앨범 We Are Family를 발매했으며, 이 앨범은 빌보드 200 차트에서 3위에 올랐고 1979년 미국 톱 10 싱글 "He's the Great Dancer"와 "We Are Family"를 포함했다. "We Are Family"는 보컬을 맡은 듀오 또는 그룹의 최고 R&B 퍼포먼스 부문에서 그래미상 후보에 올랐다.